# Campionato del mondo di scacchi 1929
Il campionato del mondo di scacchi 1929 fu conteso tra il campione in carica Alexander Alechin ed Efim Bogoljubov; si svolse tra la Germania e i Paesi Bassi (nelle città di Wiesbaden, Heidelberg, Berlino, L'Aia e Amsterdam) tra il 6 settembre e il 12 novembre. Alechin conservò il titolo.

## Storia
Dopo aver conquistato il titolo due anni prima contro Capablanca, Alechin rifiutò di concedere il match di rivincita. Accettò invece di mettere in palio il suo titolo contro Bogoljubov, che pur essendo uno dei giocatori di punta dell'epoca non era, secondo molti, all'altezza di Alechin.

## Risultati
Il match fu giocato sulle trenta partite, con la condizione che il vincitore avrebbe dovuto vincere almeno sei partite.
|                              | 1 | 2 | 3 | 4 | 5 | 6 | 7 | 8 | 9 | 10 | 11 | 12 | 13 | 14 | 15 | 16 | 17 | 18 | 19 | 20 | 21 | 22 | 23 | 24 | 25 | Vittorie | Punti |
| ---------------------------- | - | - | - | - | - | - | - | - | - | -- | -- | -- | -- | -- | -- | -- | -- | -- | -- | -- | -- | -- | -- | -- | -- | -------- | ----- |
| Aleksandr Alechin ( Francia) | 1 | ½ | ½ | 0 | 1 | 0 | 1 | 1 | ½ | 1  | ½  | 1  | 0  | 0  | ½  | 1  | 1  | 0  | 1  | ½  | 1  | 1  | ½  | ½  | ½  | 11       | 15,5  |
| Efim Bogoljubov ( Germania)  | 0 | ½ | ½ | 1 | 0 | 1 | 0 | 0 | ½ | 0  | ½  | 0  | 1  | 1  | ½  | 0  | 0  | 1  | 0  | ½  | 0  | 0  | ½  | ½  | ½  | 5        | 9,5   |